# Amauris ochlea
Amauris ochlea là một loài bướm ngày thuộc họ Nymphalidae. Nó được tìm thấy ở miền nam và south-east Africa.
Sải cánh dài 55–60 mm đối với con đực và 60-65 đối với con cái. Con trưởng thành bay quanh năm (with peaks in summer và autumn).
Ấu trùng ăn Tylophora anomala, Tylophora stolzii, Gymnema, Marsdenia, Secamone, Cynanchum chirindense, Cyanchum abyssinicum, Cynanchum medium, Cynanchum nigrum, Cynanchum natalitium và Cynanchum vincetoxicum.

## Phụ loài
- Amauris ochlea ochlea (eastern Kenya to Zululand, Natal)
- Amauris ochlea bumilleri Lanz, 1896 (western Tanzania)
- Amauris ochlea ochleides Staudinger, 1896 (Eritrea, miền bắc Ethiopia)
- Amauris ochlea darius Rothschild & Jordan, 1903 (northern Kenya (Meru, Mount Kulai) to miền nam Somalia và miền nam Ethiopia)
- Amauris ochlea affinis Aurivillius, 1911 (Comoro Islands)
- Amauris ochlea moya Turlin, 1994